# Колодязі (річка)
Колодязі — річка в Україні у Диканському районі Полтавської області. Ліва притока річки Вільхової Говтви (басейн Дніпра).

## Опис
Довжина балки приблизно 6,11 км, найкоротша відстань між витоком і гирлом — 5,62 км, коефіцієнт звивистості річки — 1,09. Формується декількома струмками та загатами. На деяких ділянках річка пересихає.

## Розташування
Бере початок у селі Степанівка. Тече переважно на північний захід і на південно-західній околиці села Ландарі впадає в річку Вільхову Говтву, ліву притоку річки Говтви.

## Цікаві факти
- У XX столітті на річці існували молочно-тваринні ферми, газгольдери та газові свердловини[2], а у XIX столітті — декілька вітряних млинів[1].